# Київська губернія
50°27′00″ пн. ш. 30°31′25″ сх. д. / 50.45° пн. ш. 30.523611° сх. д.
Київська губернія — колишні адміністративно-територіальні одиниці на території, що тепер входить до складу держави Україна. Охоплювали території давньої української етнографічної й історичної землі Верхнього Подніпров'я княжих та козацьких часів — Київщини. Ліквідована в березні 1925 року.
У 1708—1727 роках до Київської губернії належали такі нині обласні міста України та Росії, див. Київська губернія (1708—1764)#Заснування і первісний склад:
Київ, Чернігів, Суми (Україна);
Брянськ, Курськ, Орел, Бєлгород (Росія)
На сході межею Київської губернії були самоврядні Слобідські полки та Азовська губернія.

## У складі Російської імперії

### Київська губернія 1708—1781

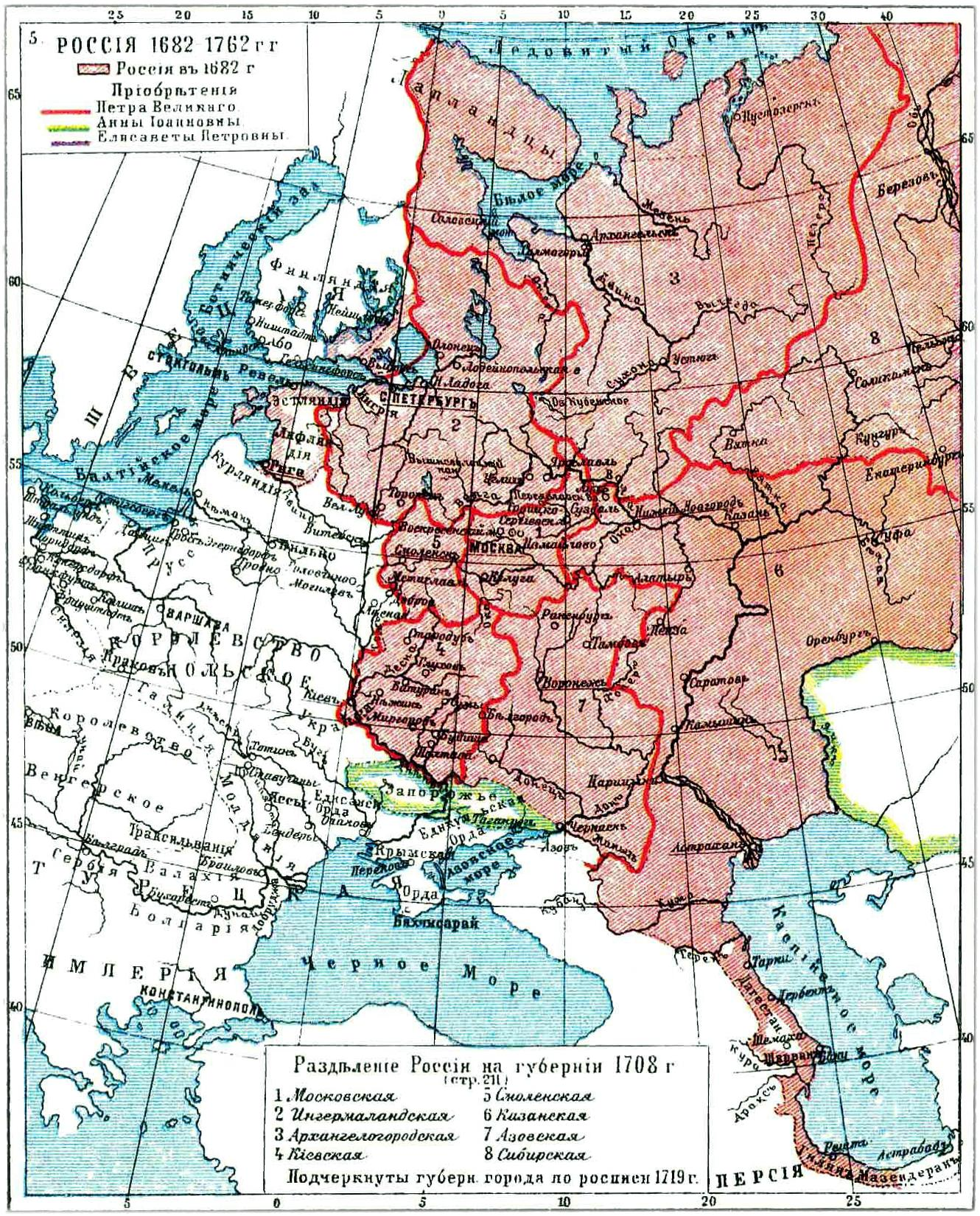
Київська губернія на мапі Московського царства 1708 року

Утворена Указом Петра І від 18 грудня 1708 року. Адміністративний центр — місто Київ.
1719 року у Київській губернії створено 4 провінції: Київська, Бєлгородська, Орловська і Севська, які у свою чергу розділені на дистрикти. Міст нараховувалося 41.
1727 року з Київської виділена Бєлгородська губернія, до якої відійшли Бєлгородська, Орловська та Севська провінції.
Станом на 1764 рік губернія складалася з 11-ти повітів: Київського, Остерського, Козелецького, Переяславського, Пирятинського, Лубенського, Хорольського, Миргородського, Голтвянського, Городиського та Золотоніського.
1781 року губернія розділена на Київське, Чернігівське і Новгород-Сіверське намісництва.

### Київське намісництво

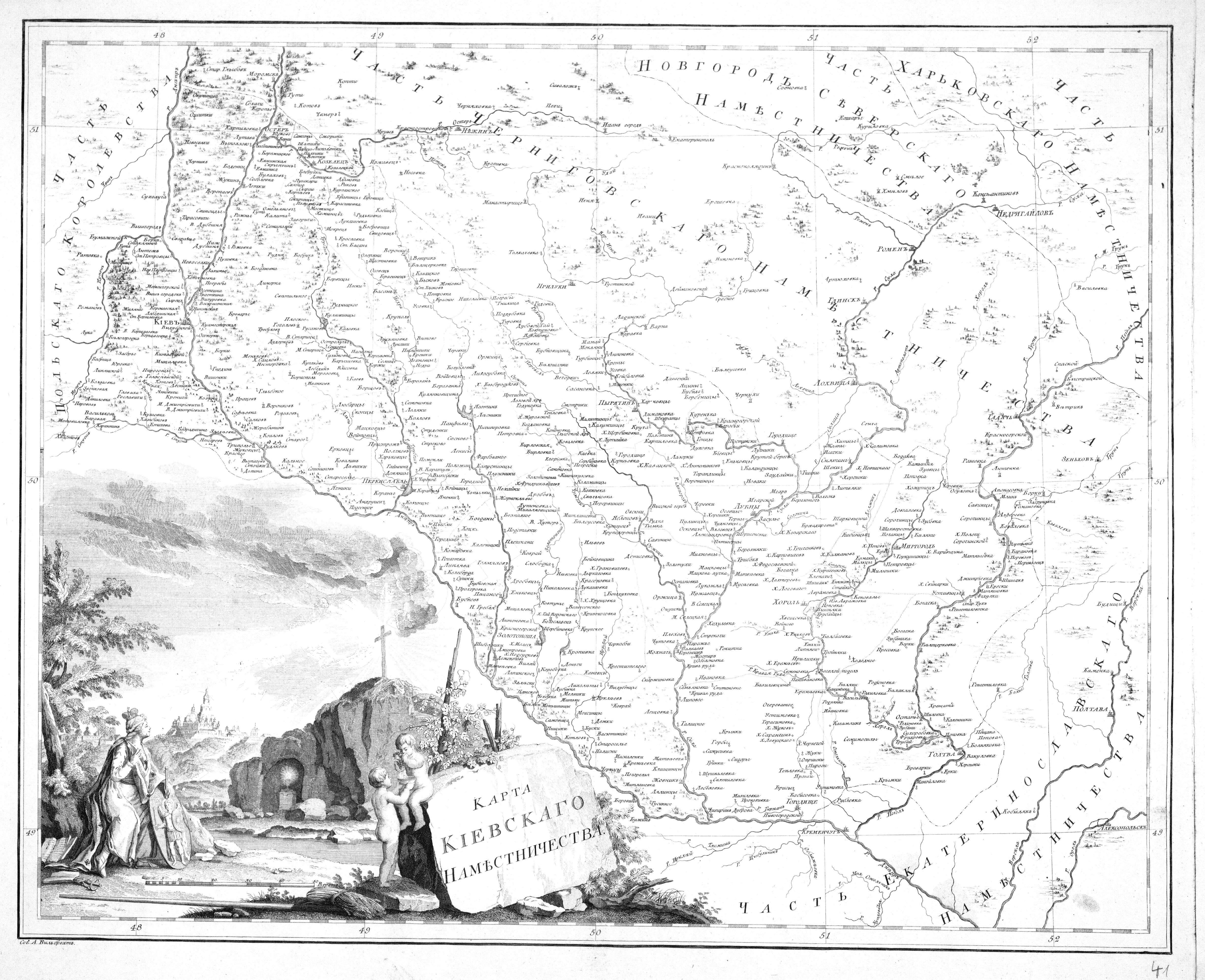
Мапа Київського намісництва 1792 року

У 1781—1796 роках губернія іменувалася Київським намісництвом, що складалося з таких повітів: Київського, Золотоніського, Голтвянського, Козелецького, Лубенського, Миргородського, Остерського, Переяславського, Пирятинського. У губернію входили також міста Хорол і Городище.
У 1790-х роках до Київського намісництва відійшли Богуславський, Гадяцький, Зіньківський, Канівський, Корсунський і Лохвицький повіти.

### Київська губернія 1797—1918

Губернії Росії в 1708 році

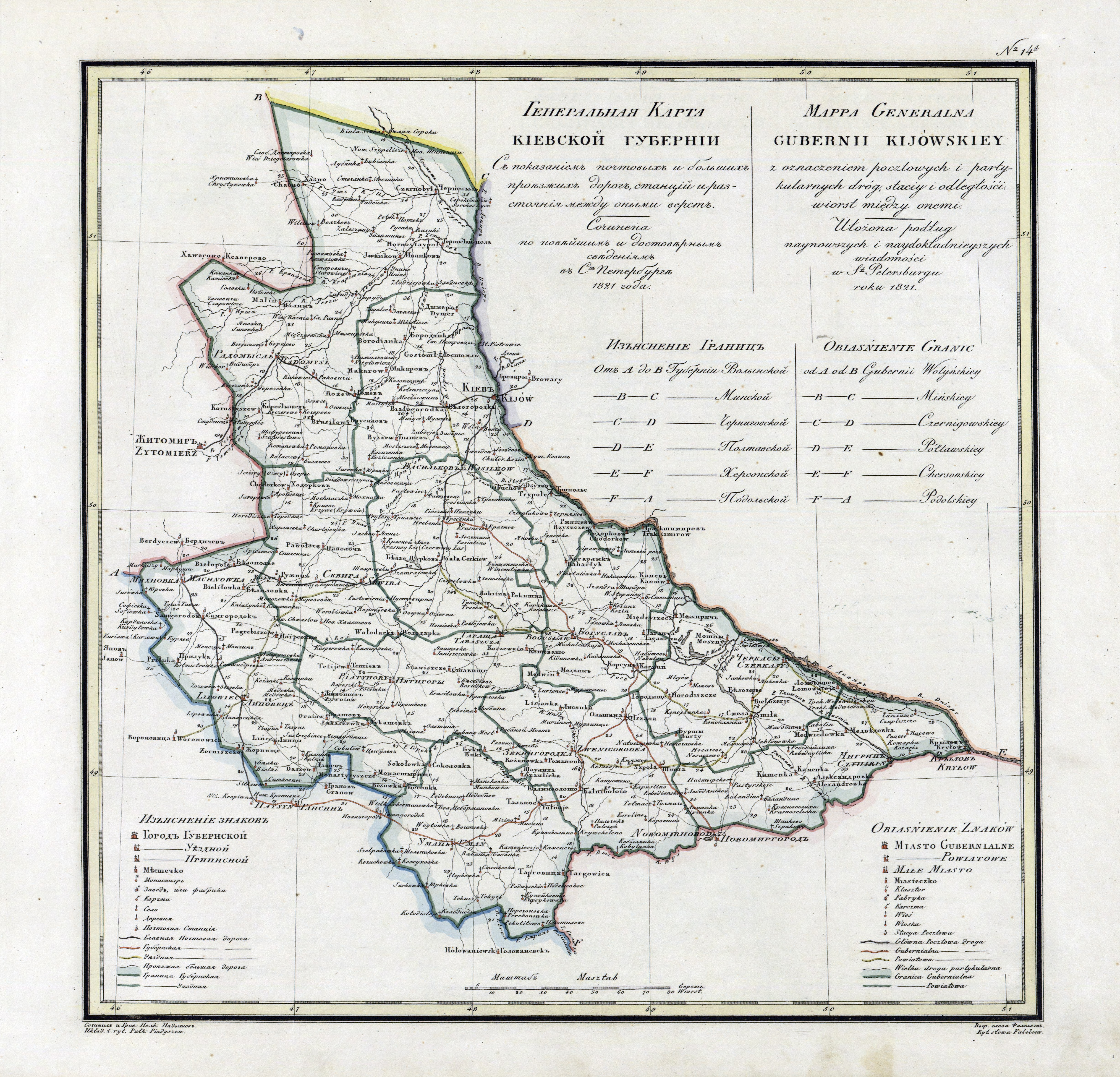
Київська губернія на мапі 1821 року

Київська губернія на мапі Стрельбицького 1917 року

У 1796 році Київське намісництво ліквідоване та всі лівобережні землі, що входили до нього, передані в Малоросійську губернію. Одночасно, до новоутвореної Київської губернії увійшли землі Правобережжя.
На 1845 р. у губернії проживало 1704661 жителів, із них чоловіків — 845636 осіб, жінок — 859025 осіб.
Густота населення — 38 осіб на одну квадратну верству.

#### Склад Київської губернії

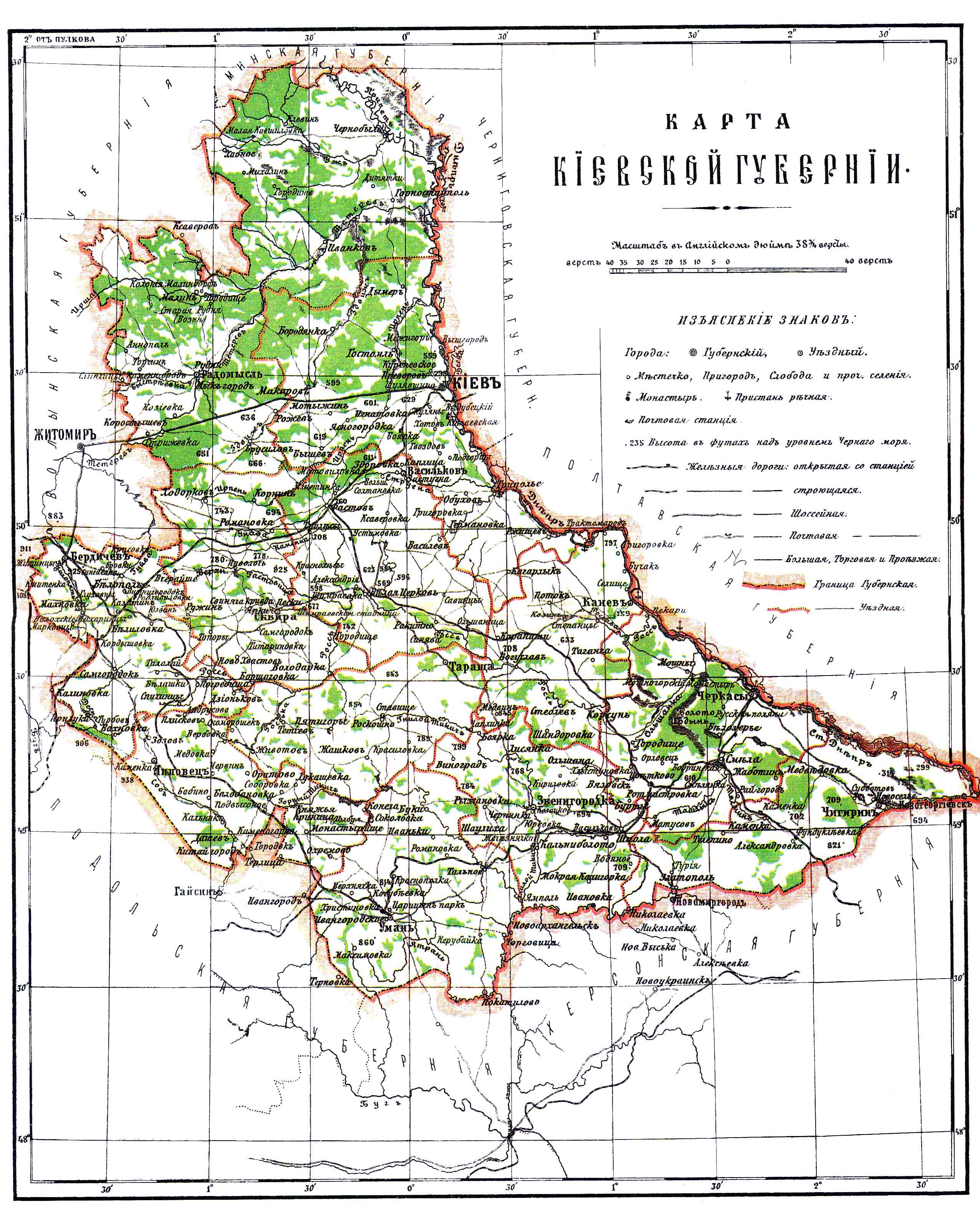

Повіти Київської губернії XIX століття: Київський, Бердичівський, Васильківський, Звенигородський, Канівський, Липовецький, Радомисльський, Сквирський, Таращанський, Уманський, Черкаський, Чигиринський.
У відношенні селянського самоврядування у 1876 році сільські товариства губернії розподілені на 202 волості та підпорядковані 24-м мировим посередникам (по 2 мирові ділянки у кожному повіті).
У судовому відношенні губернія входить до складу Київської Судової Палати та поділяється на два судових округи: Київський і Уманський. До Київського Окружного суду віднесені Київський, Бердичівський, Васильківський, Канівський, Сквирський, Радомисльський, Черкаський та Чигиринський повіти; до Уманського Окружного суду — Уманський, Звенигородський, Липовецкий і Таращанський повіти. Кожне місто з повітом складають судово-мировий округ. В губернії налічується 62 судово-мирові ділянки та 48 судово-слідчих.

## Київська губернія під час Української революції (1917—1920)
Після Лютневої революції царський уряд було змінено на тимчасовий, який мав діяти до Установчих зборів. 6 (19) березня 1917 року новим очільником губернії — губернським комісаром Київщини було призначено Михайла Суковкіна, який представляв тимчасовий уряд Росії. У той же час Київ став центром усього українського руху — 4 (17) березня утворено Українську Центральну Раду. Після Лютневої революції на Київщині виник вільнокозацький рух. Намагаючись відродити старі козацькі традиції Київщини селяни почали організовувати на місцях воєнізовані загони вільних козаків. У квітні 1917 року перша вільнокозацька громада виникла у Гусаківській волості Звенигородського повіту на чолі з Никодимом Смоктієм· Влітку 1917 вільнокозацький рух перекинувся на інші повіти Київської губернії; а потім і на інші губернії України· Центральна Рада підтримала вільнокозацький рух. 3-6 жовтня 1917 в Чигирині відбувся 1-ий Всеукраїнський з'їзд Вільного козацтва. 22 вересня Суковкіна змінив на посаді губернського комісара Олександр Саліковський. У листопаді — грудні 1917 року тимчасовим виконавцем обов'язків губернського комісара був Іван Мірний.
7 (20) листопада 1917 року Центральна Рада своїм 3 — ім Універсалом проголосила створення Української Народної Республіки, до складу якої увійшла і Київська губернія. У цей же час у столиці Росії(до складу якої входила тоді і Україна) — Петрограді відбувся державний переворот — до влади замість Тимчасового уряду прийшли російські більшовики на чолі з Леніном; Троцьким; Сталіним і іншими. Центральна Рада УНР не визнала законності цього перевороту. У результаті в грудні 1917 року нова російська влада на чолі з Леніним розпочала війну проти УНР.
15-22 січня (28 січня — 4 лютого) 1918 року російські більшовики спробували скинути українську владу шляхом внутрішнього повстання у Києві, але зазнали поразки, причому жорстокість у цих боях; як свідчили очевидці, була з обох сторін. Центральна Рада розуміла, що відбитися від Росії своїми силами не зможе. Тому на засіданні 9-11(22-24) січня 1918 року після дебатів було ухвалено Четвертий Універсал Української Центральної Ради що проголошував повну державну незалежність УНР від Російської держави· І тоді Німеччина погодилась надати Україні вже як незалежній державі збройну допомогу проти Радянської Росії.
27 січня (9 лютого) 1918 року Київ з боями був взятий військами Радянської Росії, яка вже тоді прикривала їх вивіскою військ Радянської України. Як відомо, в результаті різні, влаштованої російськими вояками Муравйова, загинуло не менше 3-х тисяч беззбройних людей.
1-2 березня 1918 року війська УНР і їх союзники — війська Німеччини звільнили Київ від військ Радянської Росії. Центральна Рада повернулася туди ж з Житомира. Вільне козацтво теж брало активну участь в боротьбі з російськими більшовиками, так 24 лютого 1918 року вони звільнили від них Фастів, 1 березня допомагали звільняти Київ, 5 березня звільнили Білу Церкву.

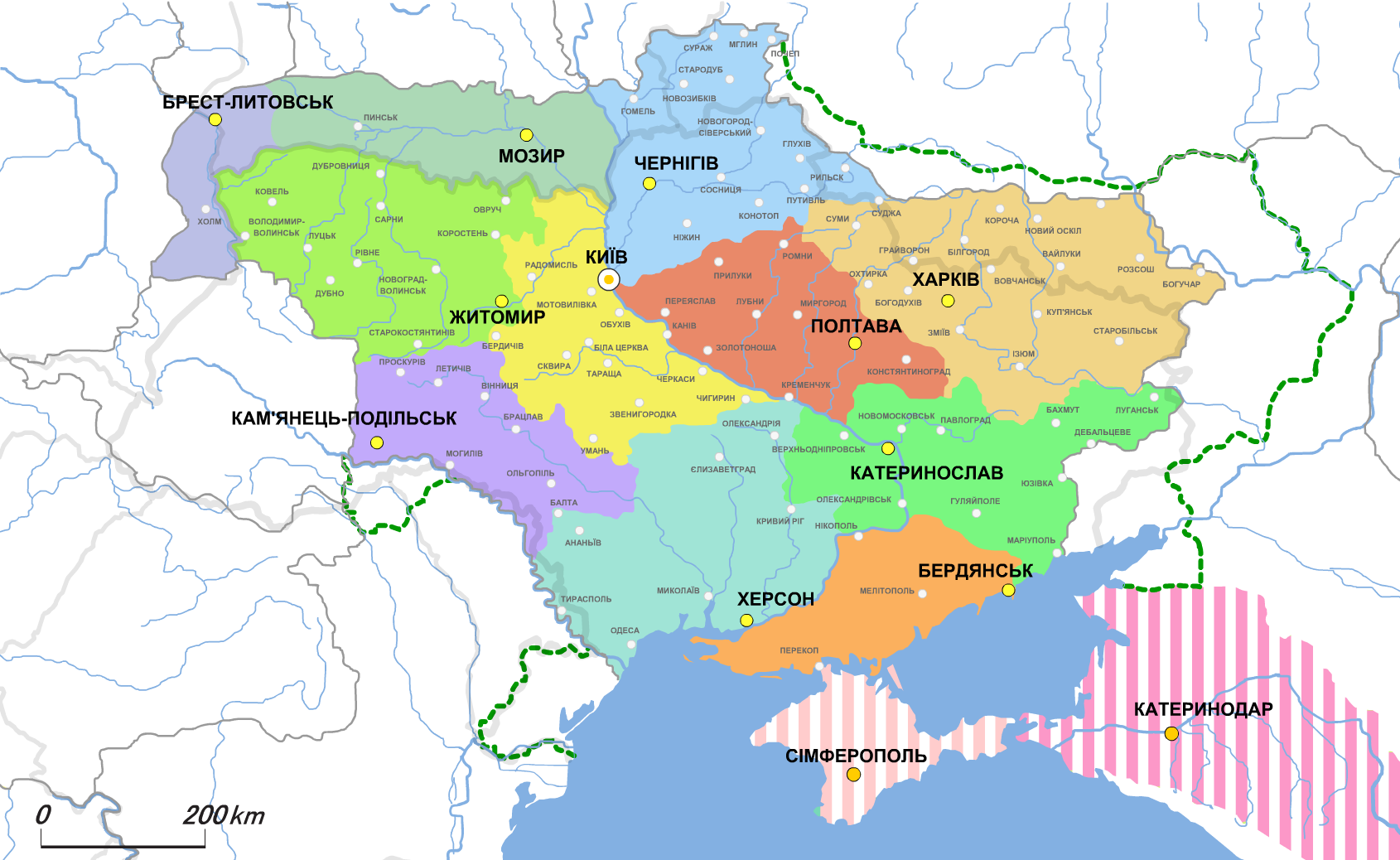
Адміністративно-територіальний устрій Української Держави
Київська губернія

Після державного перевороту 29-30 квітня 1918 року, здійсненого Павлом Скоропадським за допомогою командування союзних до УНР військ Німеччини, в Київській губернії, як і в інших губерніях України змінилась влада на місцевому рівні. Замість губернських і повітових комісарів УНР гетьман Скоропадський призначив своїх губернських і повітових старостів. З 9 травня по 30 серпня 1918 року губернським старостою був Іван Чарторизький, який змінив Олександра Саліковського, з 30 серпня по 18 листопада — Павло Андріанов, з 18 листопада по 14 грудня 1918 року — Василь Федорченко.
Після проголошення гетьманом Скоропадським 14 листопада 1918 року своєї грамоти про бажання скасувати незалежність України і ввійти у федерацію з небільшовицькою Росією, тобто російськими білогвардійцями, діячі поваленою гетьманом УНР на чолі з Винниченком створили Директорію УНР. Вони прибули 15 листопада 1918 року до Білої Церкви, де розташовувалась частина української армії — Січові Стрільці на чолі з Євгеном Коновальцем і підняли разом з ними повстання проти влади гетьмана 15 — 16 листопада.
Після повалення влади гетьмана Скоропадського Директорією УНР губернські і повітові старости були усунуті від влади, знову були запроваджені посади губернських і повітових комісарів. Губернським комісаром УНР у Київській губернії в грудні 1918 — лютому 1919 року був Зіновій Моргуліс. 6 лютого 1919 року Київ був знову зайнятий військами Радянської Росії.
З лютого по серпень 1919 року на території Київської губернії було встановлено владу Радянської Росії під вивіскою Української Радянської Соціалістичної Республіки. У цей період у сільській місцевості виник значний повстанський рух на чолі з отаманами (Зелений, Струк, Соколовський) та інші, який боровся проти насильницького вилучення хліба та іншого продовольства (продрозверстки) російськими більшовиками в українських селян.
У серпні — жовтні 1919 року значна частина Київщини була звільнена об'єднаними військами УНР і ЗУНР. Однак після наступу військ Збройних сил Півдня Росії генерала Денікіна з 31 серпня по 16 грудня 1919 року Київ був під їх владою. 24 вересня 1919 р. денікінці захопили у військ УНР м.Умань.
У грудні 1919 — січні 1920 року на території Київської губернії знову встановилася радянська влада Радянської Росії.
Останній раз на Київщині була влада УНР в травні — червні 1920 року коли вона діяла в спілці з Польщею. Тоді губернським комісаром УНР був Борис Преснухін.
12 червня 1920 року місто Київ було зайняте військами Південно-Західного фронту Радянської Росії.

## Київська губернія в УСРР (1919—1925 роки)
З 1846 року до революції в Росії у 1917 році Київська губернія складалася з 12 повітів: Бердичівського, Васильківського, Звенигородського, Канівського, Київського, Липовецького, Радомисльського, Сквирського, Таращанського, Уманського, Черкаського та Чигиринського.

### До районування 1923 року
З початку революції і до районування 1923 року радянською владою було внесено такі зміни у повітовому складі губернії:
- Центр Васильківського повіту було переведено до містечка Білої Церкви, яке отримало статус міста, а повіт перейменовано на Білоцерківський. Місто Васильків стало заштатним.[3]
- Центр Чигиринського повіту у 1920 році було переведено до містечка Кам'янки, яке отримало статус міста. Водночас назва повіту не змінилися, а місто Чигирин стало заштатним.[3]
- Повітовий центр Канівського повіту за період від другої половини 1920 року до 1922 року переводився до великих містечок повіту Корсуня та Богуслава, які так отримали статус міст. Під час районування у 1923 році повітовий центр містився у Богуславі, а повіт називався Богуславським.[3]
- На початку 1919 року шляхом виділення волостей північно-східної частини Радомисльського повіту було утворено Чорнобильський повіт із центром у містечку Чорнобиль, що отримало статус міста.[3]
- З 1920 по 1922 роки Черкаський та Чигиринський повіти входили до новоутвореної Кременчуцької губернії.[3][4][5]
- 27 квітня 1921 року до Київської губернії було приєднано Переяславський повіт зі складу Полтавської губернії.[6]

Також у той час змінювалися межі волостей усередині повітів, водночас повітові межі (окрім Радомисльського повіту) не змінювалися.

### Після районування
У 1923 році в УСРР було проведено районування і скасовано повітовий та волосний поділ. На цей час у губернії було 14 повітів, 247 волостей, замість яких було утворено 7 округ та 112 районів. Новими округами стали: Київська, Білоцерківська, Бердичівська, Малинська, Уманська, Шевченківська (Корсунська) та Черкаська.
Також було змінено межі губернії наступним чином.
- Від Київської губернії відійшли:
  - до Подільської губернії:
    - Вахнівська, Малочорнятинська, Староприлуцька волості Бердичівського повіту;
    - Дашівська та Юрковецька волості Липовецького повіту;

  - до Катеринославської губернії:
    - Колебарська та Подорожнянська волості Чигиринського повіту;

  - до Полтавської губернії:
    - Березанська, Війтівська, Дем'янецька, Лехнівська, Переяславська (з містом Переяславом), Помокельська, Студенівська, Ташанська та Хоцківська волості Переяславського повіту.

- До Київської губернії були прилучені:
  - Броварська, Гоголівська, Жукинська, Микільсько-Слобідська та Семиполківська волості Остерського повіту Чернігівської губернії;
  - Севастянівська волость Гайсинського повіту Подільської губернії;
  - села Андріївка та Виноградівка Єлисаветградського повіту Одеської губернії.

Постановами від 28 жовтня 1924 року і 13 березня 1925 року було розформовано Малинську округу, а її території розподілені між Київською округою Київської губернії та Житомирською і Коростенською округами Волинської губернії.
Постановою від 3 червня 1925 року Київська та усі інші губернії в УСРР ліквідовувалися, а усі округи підпорядковувалися безпосередньо центральному уряду УСРР (починаючи з 1 серпня 1925 року). Тоді ж було скасовано Шевченківську округу, а її території окремою постановою розподілено між Білоцерківською, Черкаською та Уманською округами.
Отже, після ліквідації губернії на її території залишилося 5 округ: Бердичівська, Білоцерківська, Київська, Уманська і Черкаська.

## Керівники губернії у 1917—1925 роках

### Голови губернського комітетуКП(б)У
- Майоров Михайло Мусійович (1919—.08.1919)
- Гамарник Ян Борисович (8.01.1920—.02.1920)
- Вардін Ілля (Мгеладзе Іларіон Віссаріонович) (27.04.1920—.05.1920)
- Яковлєв Яків Аркадійович (1920—.07.1920)
- Гамарник Ян Борисович (6.07.1920—.11.1920)

### Відповідальні секретарі губернського комітетуКП(б)У
- Гамарник Ян Борисович (.11.1920—.01.1921)
- Петров (.01.1921—.02.1921)
- Голубенко Микола Васильович (.02.1921—1.12.1921)
- Картвелішвілі Лаврентій Йосипович (1.12.1921—.03.1923)
- Логинов Володимир Федорович (.03.1923—1923)
- Сапожников Г. Л. (.06.1923—.08.1923)
- Варейкіс Йосип Михайлович (.08.1923—.02.1924)
- Картвелішвілі Лаврентій Йосипович (.02.1924—.09.1924)
- Постишев Павло Петрович (.09.1924—.08.1925)

### Голови військово-революційного комітету і губернського виконавчого комітету
- П'ятаков Георгій Леонідович (29.10.1917—.12.1917) /ревком/
- Іванов Андрій Васильович (28.01.1918—.02.1918) /тимчасовий ревком/
- Бубнов Андрій Сергійович (29.01.1918—.03.1918) /виконком ради/
- Бубнов Андрій Сергійович (.10.1918—.02.1919) /обласний ревком/
- Бубнов Андрій Сергійович (.02.1919—.05.1919) /губвиконком/
- Іванов Андрій Васильович (.05.1919—.07.1919) /губвиконком/
- Кручинський Михайло Олександрович (.12.1919—19.12.1919) /губревком/
- Мануїльський Дмитро Захарович (19.12.1919—1920) /губревком/
- Іванов Андрій Васильович (1920—27.07.1920) /губревком/
- Вєтошкін Михайло Кузьмич (27.07.1920—29.09.1920) /губревком/
- Шумський Олександр Якович (29.09.1920—14.10.1920) /губревком/
- Гамарник Ян Борисович (.10.1920—1921) /губревком/
- Гамарник Ян Борисович (1921—.12.1922) /губвиконком/
- Кашкаров О. І. т. в. о. (1923—13.08.1923) /губвиконком/
- Гринько Григорій Федорович (13.08.1923—1.07.1925) /губвиконком/
- Свистун Пантелеймон Іванович (.07.1925—.09.1925) /губвиконком/

## Територія колишньої губернії в наш час
На момент ліквідації до складу Київської губернії входила вся теперішня територія Київської області (окрім східної частини Баришівського, Згурівського, Яготинського, а також одного села Поліського районів (Олексіївка, тепер у складі смт Вільча)), уся правобережна частина Черкащини (за винятком сіл Вершаці, Галаганівка, Стецівка, Чернече, затоплених сіл Андрусівка, Вітрівка, Воронівка, Клочків, Колаборок, Коропівка, містечка Крилів, сіл Нове та Старе Липове, Подорожне, Самусівка Чигиринського районів), Брусилівський, Коростишівський (за винятком сіл Грабівка, Кмитів, Рудня, Руденька, Смолівка, Студениця), Попільнянський, Радомишльський, Ружинський повністю та Андрушівський (села Бровки Перші, Бровки Другі, Ворлиця, Городиище, Городківка, Зарубинці, Камені, Корчмище, Лебединці, Любимівка, Мала П'ятигірка, Мостове, Степок, Тарасівка, Ярешки, Яроповичі), Бердичівський (без 31 села в північній та західній частині), Малинський частково (без 37 сіл у північній та північно-західній частині), окрім того невеличкі частини Коростенського (села Болярка, Винарівка, Граби, Десятини, Діброва, Майданівка, Мала Зубівщина, Мелені, Новаки, Соболівка, Старики, Стремигород, Хотинівка, Шершні) та Черняхівського (села Видибір, Ганнопіль, Горбулів, Жадьки, Коростелів, Корчівка, Науменко, Нераж, Нові Жадьки, Осівка, Свидя) районів Житомирської області, північні частини Новомиргородського (21 село) та Олександрівського (33 села), східна частина Новоархангельського (15 сіл) та шматочок північно-східної частини Голованівського районів (села Давидівка, Лебединка, Лещівка, Полонисте, Табанівка), Кіровоградської області, у повному складі території Оратівського та Погребищенського, північна частина Іллінецького, практично вся частина Козятинського (за винятком сіл Великий Степ, Лопатин, Молодіжне, Немиринці), південно-східна частина Липовецького, п'ять сіл Теплицького (села Кизими, Кожухівка, Погоріле, Удич, Червоний Кут) та одне село Хмільницького (село Осична) районів Вінницької області.

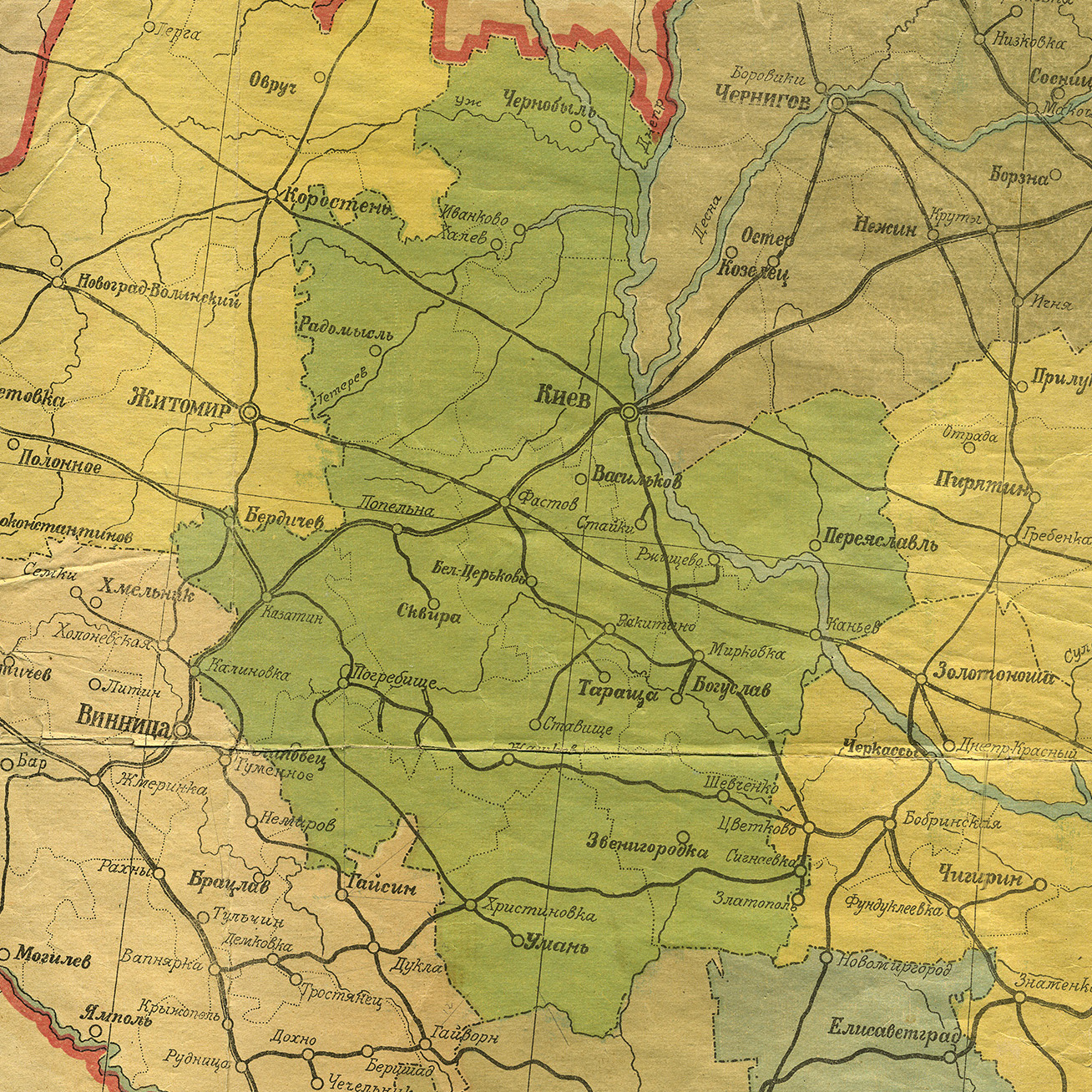
Карта Київської губернії, 1921
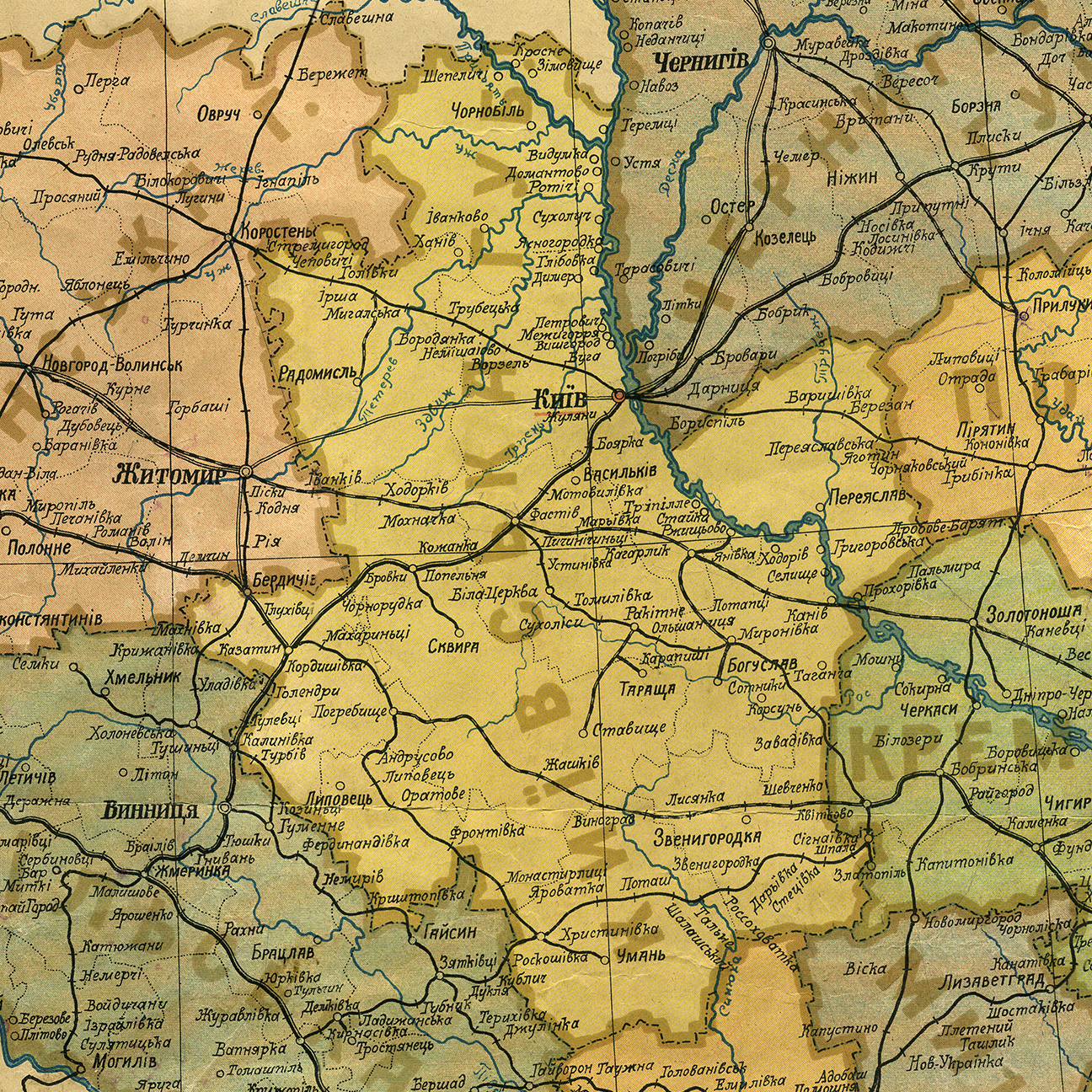
Карта Київської губернії, 1922
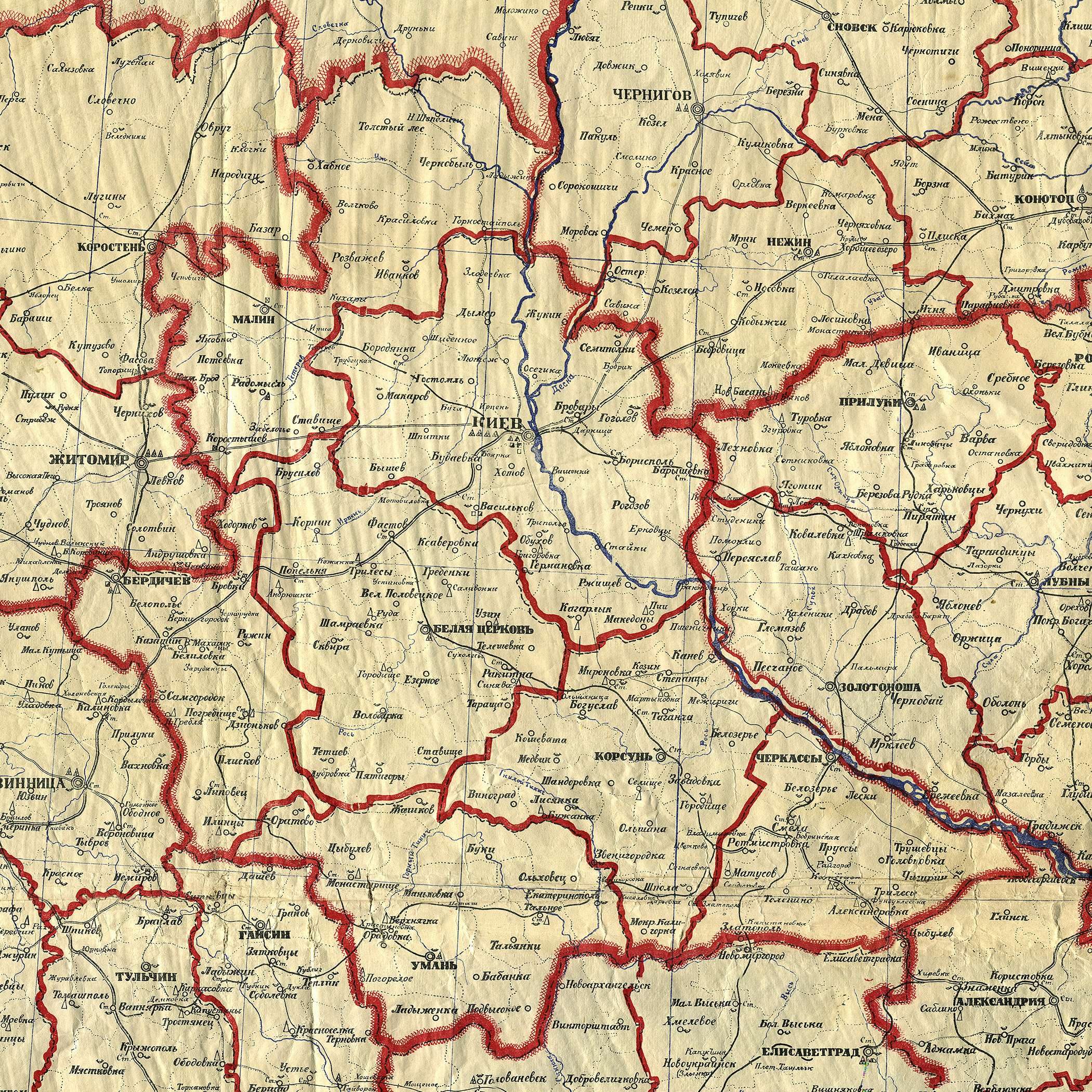
Карта Київської губернії, 1923
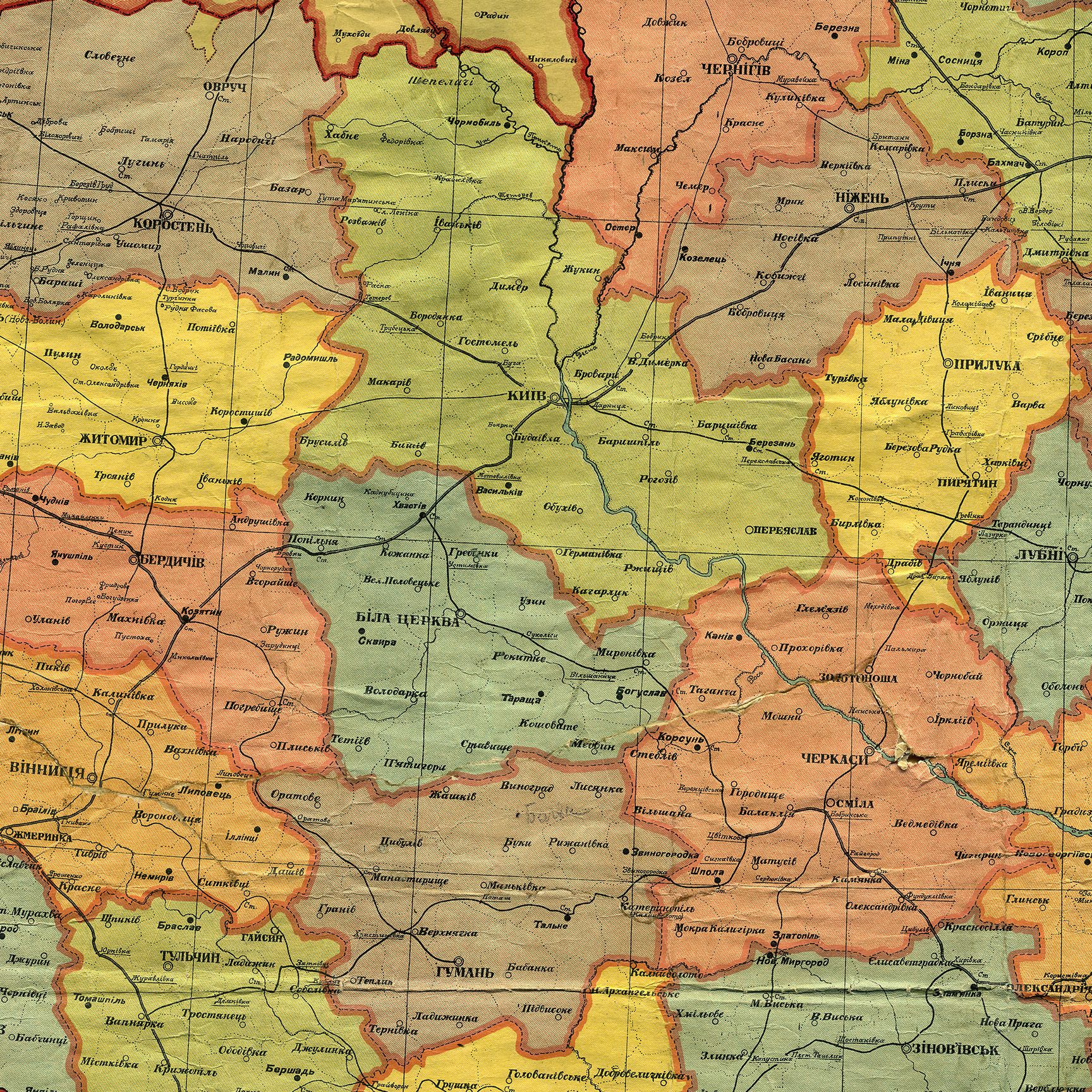
Карта території колишньої Київської губернії, адміністративні межі станом на 1 жовтня 1925
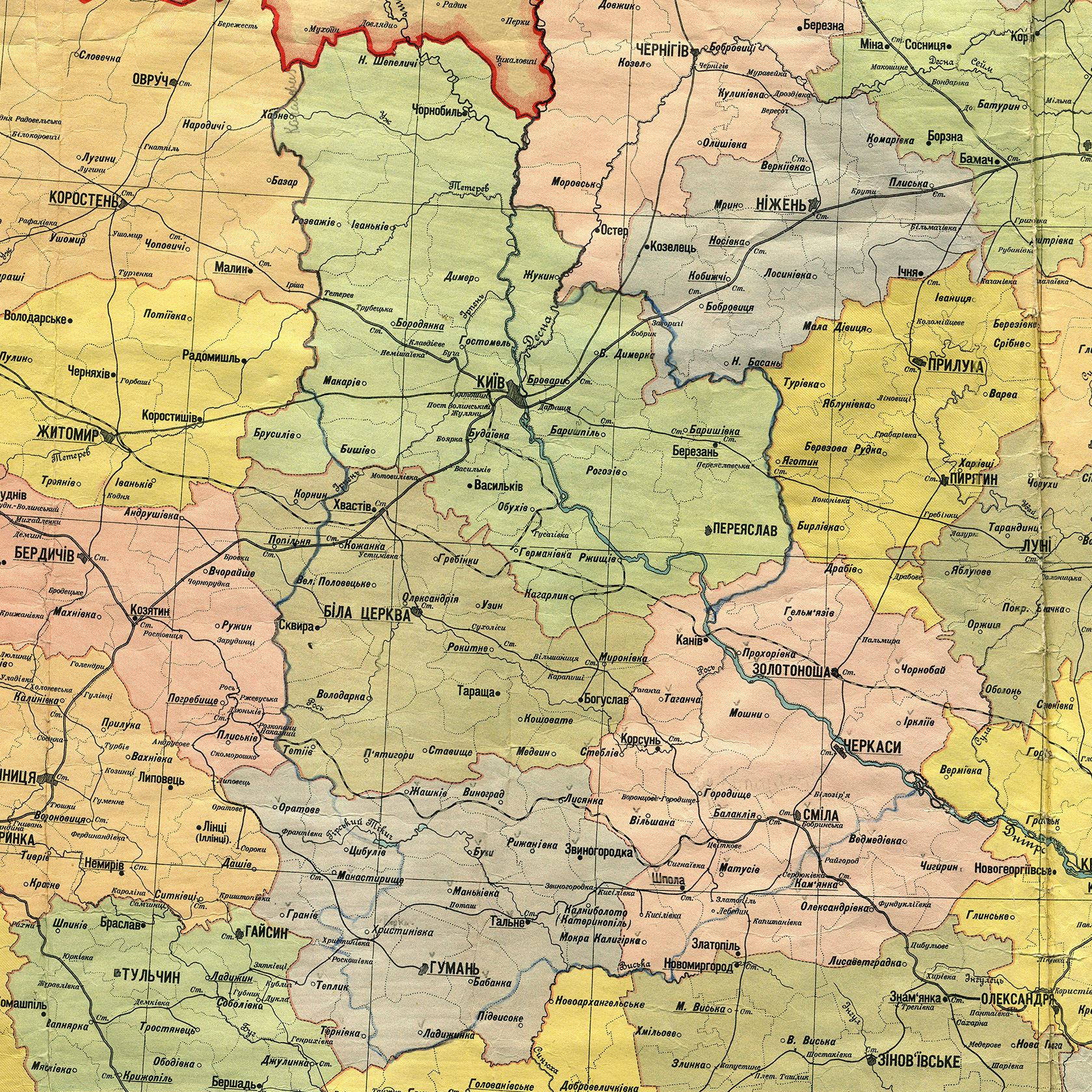
Карта території колишньої Київської губернії, адміністративні межі станом на 1 березня 1927

## Населення
Мовний склад населення повітів Київської губернії за даними перепису 1897 року.
|                       | Населення | українська | єврейська | російська | польська | німецька | білоруська | чеська | татарська |
| Київський повіт       | 541 483   | 304 200    | 59 869    | 143 920   | 18 456   | 5 814    | 4 109      | 1 139  | 1 133     |
| Бердичівський повіт   | 279 695   | 187 243    | 64 505    | 10 132    | 16 150   | 470      | 139        | 748    | 76        |
| Васильківський повіт  | 315 823   | 264 099    | 38 256    | 7 103     | 5 666    | 172      | 89         | 15     | 178       |
| Звенигородський повіт | 274 704   | 241 865    | 26 614    | 3 768     | 1 754    | 133      | 82         | 6      | 108       |
| Канівський повіт      | 268 860   | 238 436    | 26 167    | 2 618     | 1 322    | 82       | 93         | 11     | 15        |
| Липовецький повіт     | 211 825   | 173 669    | 31 748    | 2 317     | 3 953    | 40       | 21         | 20     | 2         |
| Радомисльський повіт  | 315 629   | 247 418    | 41 272    | 12 202    | 6 138    | 7 153    | 135        | 1 106  | 4         |
| Сквирський повіт      | 251 257   | 209 841    | 31 503    | 3 167     | 6 155    | 268      | 34         | 43     | 98        |
| Таращанський повіт    | 245 752   | 215 367    | 23 200    | 2 377     | 4 345    | 63       | 132        | 18     | 141       |
| Уманський повіт       | 320 744   | 273 894    | 37 641    | 5 815     | 2 786    | 196      | 124        | 74     | 67        |
| Черкаський повіт      | 307 542   | 261 187    | 30 207    | 12 830    | 1 324    | 235      | 1 186      | 78     | 127       |
| Чигиринський повіт    | 225 915   | 201 926    | 19 507    | 3 178     | 742      | 81       | 245        | 36     | 5         |
| Київська губернія     | 3 559 229 | 2 819 145  | 430 489   | 209 427   | 68 791   | 14 707   | 6 389      | 3 294  | 1 954     |
|                       |           |            |           |           |          |          |            |        |           |

|                       | Населення | українська | єврейська | російська | польська | німецька | білоруська | чеська | татарська |
| Київський повіт       | 541 483   | 56,2 %     | 11,1 %    | 26,6 %    | 3,4 %    | 1,1 %    | 0,8 %      | 0,2 %  | 0,2 %     |
| Бердичівський повіт   | 279 695   | 66,9 %     | 23,1 %    | 3,6 %     | 5,8 %    | 0,2 %    |            | 0,3 %  |           |
| Васильківський повіт  | 315 823   | 83,6 %     | 12,1 %    | 2,2 %     | 1,8 %    | 0,1 %    |            |        | 0,1 %     |
| Звенигородський повіт | 274 704   | 88,0 %     | 9,7 %     | 1,4 %     | 0,6 %    |          |            |        |           |
| Канівський повіт      | 268 860   | 88,7 %     | 9,7 %     | 1,0 %     | 0,5 %    |          |            |        |           |
| Липовецький повіт     | 211 825   | 82,0 %     | 15,0 %    | 1,1 %     | 1,9 %    |          |            |        |           |
| Радомисльський повіт  | 315 629   | 78,4 %     | 13,1 %    | 3,9 %     | 1,9 %    | 2,3 %    |            | 0,4 %  |           |
| Сквирський повіт      | 251 257   | 83,5 %     | 12,5 %    | 1,3 %     | 2,4 %    | 0,1 %    |            |        |           |
| Таращанський повіт    | 245 752   | 87,6 %     | 9,4 %     | 1,0 %     | 1,8 %    |          | 0,1 %      |        | 0,1 %     |
| Уманський повіт       | 320 744   | 85,4 %     | 11,7 %    | 1,8 %     | 0,9 %    | 0,1 %    |            |        |           |
| Черкаський повіт      | 307 542   | 84,9 %     | 9,8 %     | 4,2 %     | 0,4 %    | 0,1 %    | 0,4 %      |        |           |
| Чигиринський повіт    | 225 915   | 89,4 %     | 8,6 %     | 1,4 %     | 0,3 %    |          | 0,1 %      |        |           |
| Київська губернія     | 3 559 229 | 79,2 %     | 12,1 %    | 5,9 %     | 1,9 %    | 0,4 %    | 0,2 %      | 0,1 %  | 0,1 %     |
|                       |           |            |           |           |          |          |            |        |           |

| Розподіл населення в містах губернії за мовою (перепис 1897 року) | Розподіл населення в містах губернії за мовою (перепис 1897 року) | Розподіл населення в містах губернії за мовою (перепис 1897 року) | Розподіл населення в містах губернії за мовою (перепис 1897 року) | Розподіл населення в містах губернії за мовою (перепис 1897 року) | Розподіл населення в містах губернії за мовою (перепис 1897 року) | Розподіл населення в містах губернії за мовою (перепис 1897 року) |
| Місто                                                             | Українська                                                        | Російська                                                         | Їдиш                                                              | Польська                                                          | Німецька                                                          | Інша                                                              |
| ----------------------------------------------------------------- | ----------------------------------------------------------------- | ----------------------------------------------------------------- | ----------------------------------------------------------------- | ----------------------------------------------------------------- | ----------------------------------------------------------------- | ----------------------------------------------------------------- |
| Київ                                                              | 22.2 %                                                            | 54.2 %                                                            | 12.1 %                                                            | 6.7 %                                                             | 1.8 %                                                             | 3.0 %                                                             |
| Бердичів                                                          | 8.2 %                                                             | 8.6 %                                                             | 77.1 %                                                            | 5.1 %                                                             | 0.3 %                                                             | 0.7 %                                                             |
| Васильків                                                         | 54.1 %                                                            | 6.2 %                                                             | 39.1 %                                                            | 0.3 %                                                             | 0.1 %                                                             | 0.2 %                                                             |
| Звенигородка                                                      | 49.3 %                                                            | 8.9 %                                                             | 37.6 %                                                            | 2.1 %                                                             | 0.1 %                                                             | 2.0 %                                                             |
| Канів                                                             | 65.2 %                                                            | 3.4 %                                                             | 30.6 %                                                            | 0.5 %                                                             | 0.1 %                                                             | 0.2 %                                                             |
| Липовець                                                          | 45.6 %                                                            | 4.6 %                                                             | 47.6 %                                                            | 2.2 %                                                             |                                                                   |                                                                   |
| Радомисль                                                         | 22.6 %                                                            | 7.1 %                                                             | 68.5 %                                                            | 1.2 %                                                             | 0.4 %                                                             | 0.2 %                                                             |
| Сквира                                                            | 42.8 %                                                            | 5.3 %                                                             | 49.6 %                                                            | 1.7 %                                                             | 0.1 %                                                             | 0.5 %                                                             |
| Тараща                                                            | 49.7 %                                                            | 5.1 %                                                             | 43.6 %                                                            | 1.2 %                                                             | 0.1 %                                                             | 0.3 %                                                             |
| Умань                                                             | 30.7 %                                                            | 8.7 %                                                             | 57.1 %                                                            | 3.0 %                                                             | 0.3 %                                                             | 0.2 %                                                             |
| Черкаси                                                           | 43.6 %                                                            | 16.6 %                                                            | 36.9 %                                                            | 0.4 %                                                             | 0.2 %                                                             | 2.3 %                                                             |
| Чигирин                                                           | 66.6 %                                                            | 3.5 %                                                             | 29.6 %                                                            | 0.2 %                                                             |                                                                   | 0.1 %                                                             |
| По губернії                                                       | 28.2 %                                                            | 33.1 %                                                            | 31.0 %                                                            | 4.7 %                                                             | 1.0 %                                                             | 2.0 %                                                             |

Частка українськомовного населення в повітах Київської губернії за даними перепису населення 1897 року
«Мапа народонаселення Київської губернії за віросповіданнями» Олександра Ріттіха, 1864 рік
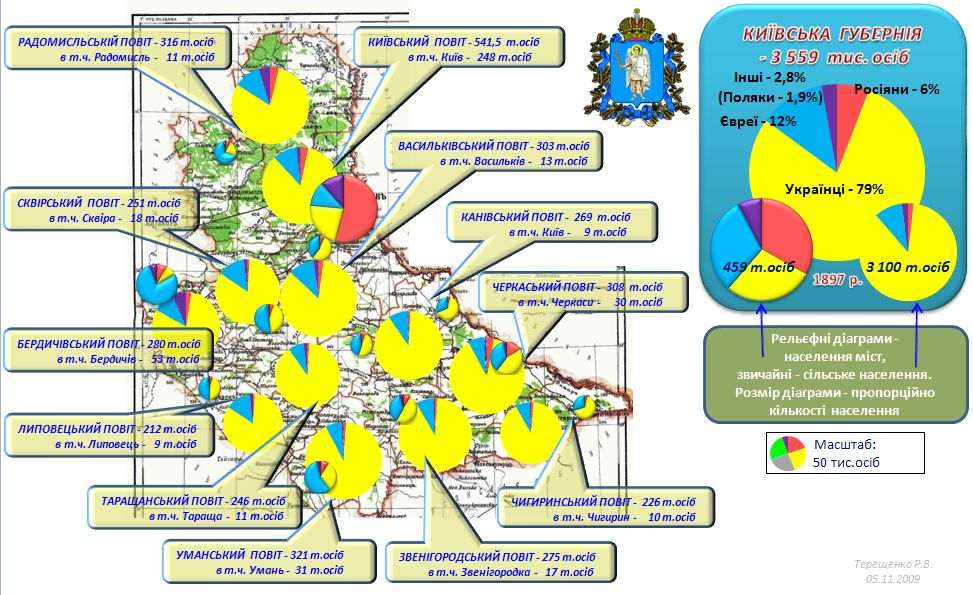
Населення Київської губернії згідно з переписом 1897 р.

За працею російського військового статистика Олександра Ріттіха «Племенной состав контингентов русской армии и мужского населения Европейской России» 1875 року частка українців серед чоловіків призовного віку Київської губернії становила 85,36 %, євреїв — 11,76 %, поляків — 2,53 %, росіян — 0,27 %, німців — 0,06.

## Київські губернатори
- Дмитро Голіцин (1708—1719)
- Петро Голіцин (1719—1722)
- Іван Трубецькой (1722—1729)
- Михайло Матюшкін (1730—1731)
- Йоган-Бернгард фон Вейсбах (1731—1735)
- Олександр Рум'янцев (1735—1738)
- Михайло Леонтьєв (1738—1752)
- Іван Неплюєв[14] (1740—1741)
- Федір Воєйков (1766—1775)
- Петро Рум'янцев (1775—1796)
- Василь Красно-Мілашевич (1796—1800)
- Олексій Теплов (1800)
- Михайло Короб'їн (1800—1802)
- Петро Панкратьєв[ru] (1802—1810)
- Дмитро Ланськой (1810—1812)
- Олександр Санті (1812—1814)
- Павло Черепанов (1814—1817)
- Федір Назімов (1817—1820)
- Іван Бухарін (1820—1822)
- Іван Ковальов (1822—1828)
- Василь Катеринич (1828—1832)
- Дмитро Обрєзков (1832)
- Григорій Лашкарьов[ru] (1832—1833)
- Олександр Корнілов[ru] (1834—1835)
- Федір Переверзєв (1835—1839)
- Іван Фундуклей (1839—1852)
- Андрій Кривцов (1852—1855)
- Павло Гессе (1855—1864)
- Микола Казнаков (1864—1867)
- Микола Ейлер[ru] (1867—1868)
- Михайло Катаказі (1868—1871)
- Микола Гессе[ru] (1871—1881)
- Сергій Гудим-Левкович (1881—1885)
- Лев Томара (1885—1898)
- Федір Трепов (1898—1903)
- Павло Саввич[ru] (1903—1905)
- Олександр Ватаці[ru] (1905)
- Павло Саввич[ru] (1905—1906)
- Олексій Веретенников[ru] (1906)
- Павло Курлов (1906—1907)
- Павло Ігнатьєв (1907—1909)
- Олексій Гирс (1909—1912)
- Микола Суковкін (1912—1915)
- Олексій Ігнатьєв (1915—1917)
- Андрій Чернявський (1919)